# Gareth Wyatt
Pour les articles homonymes, voir Wyatt.
Pas d'image ? Cliquez ici

a Compétitions nationales et continentales officielles uniquement.

b Matchs officiels uniquement.
Dernière mise à jour le 5 février 2012.
Gareth Wyatt, né le 4 mars 1977 à Pontypridd, est un joueur gallois de rugby à XV. Polyvalent, il peut jouer à tous les postes des lignes arrière, il est positionné généralement à l'aile ou à l’arrière. Il évolue dans la franchise de Newport Gwent Dragons depuis 2004.

## Biographie
Gareth Wyatt joue jusqu'en 2003 à Pontypridd RFC, le club de sa ville natale. En 2003, le pays de Galles réorganise le championnat et introduit des franchises, formées de plusieurs clubs, pour élever le niveau. Gareth Wyatt rejoint les Celtic Warriors. Mais la franchise est liquidée dès l'été 2004 ; il signe alors chez les Newport Gwent Dragons avec d'autres Warriors, Kevin Morgan, Ceri Sweeney, Michael Owen ou Gareth Cooper. En 2006-2007 il joue ailier dans une ligne composée de Kevin Morgan comme arrière, Aled Brew l'autre ailier, Ashley Smith et Paul Emerick au centre, avec Ceri Sweeney et Gareth Cooper comme demis d'ouverture. Il joue pour le pays de Galles à sept, en moins de 19 ans, en moins de 21 ans, avec le pays de Galles A et l'Équipe du pays de Galles de rugby à XV. Il connaît sa première cape internationale le 16 novembre 1997 à l’occasion d’un match contre l'équipe des Tonga.

## Statistique en équipe nationale
- Deux sélections avec l'Équipe du pays de Galles de rugby à XV
- Sélections par année : 1 en 1997, 1 en 2003